# 긴털쌀쥐
긴털쌀쥐 또는 트리니다드나무쌀쥐, 큰나무쌀쥐(Oecomys trinitatis)는 비단털쥐과 나무쌀쥐속에 속하는 남아메리카 설치류이다. 현재 중앙아메리카와 남아메리카에 널리 분포하며, 코스타리카 남부와 파나마, 콜롬비아, 베네수엘라, 트리니다드 토바고, 가이아나, 수리남, 프랑스령 기아나, 브라질 대부분 지역, 에콰도르 동부, 페루 동부에서 발견된다. 한 종 이상을 포함한 복합종일 수도 있다.